# Преподобна Пелагија
Преподобна Пелагија или Пелагија Антиохијска је хришћанска мученица и светитељка.
Рођена је у Сиријској Антиохији, и према хришћанском вјеровању, Бог јој је подарио изузетну лепоту. Пре крштења и преласка у хришћанство водила је раскалашан живот, била је плесачица и проститутка и на тај начин се прилично обогатила. 
Након што је чула проповед епископа Нона о Страшном Суду и казни грешника, одлучила је да се крсти и промени свој живот. Своје огромно богатство поклонила је сиромашним људима, и тајно отишла у Јерусалим, где се под мушким именом, као монах Пелагије, затворила у једну ћелију на Јелинској Гори, и ту живела у подвигу поста, молитве и бдења око три године.
Света Пелагија је умрла око 461. године.
Православна црква прославља преподобну Пелагију 8. октобра по јулијанском календару.